# Loricariichthys hauxwelli
Loricariichthys hauxwelli es una especie de peces de la familia Loricariidae en el orden de los Siluriformes.

## Morfología
Los machos pueden llegar alcanzar los 18 cm de longitud total.
Loricariichthys cashibo (C. H. Eigenmann & W. R. Allen, 1942) es un sinónimo más moderno de esta especie.

## Distribución geográfica
Se encuentran en Sudamérica: cuenca del río Ampyiacu.